# Bejit Josef (Buch)
Bejit Josef (hebräisch בית יוסף „Haus von Joseph“) ist ein enzyklopädischer Kommentar zu Arba’a Turim. Es wurde nach seinem Autor Josef Karo benannt. Bejit Josef präsentiert einen umfassenden Überblick über die relevante halachische Literatur vom Talmud bis zu den Arbeiten von Josef Karo.
Der Schulchan Aruch stellt eine Auswahl aus der Arbeit von Bejit Josef dar. Diese Arbeit wurde als halachische herrschende Meinung angenommen.

## Weblink
- https://www.jewishencyclopedia.com/articles/4065-caro-joseph-b-ephraim#anchor4